# Nueva refutación del tiempo

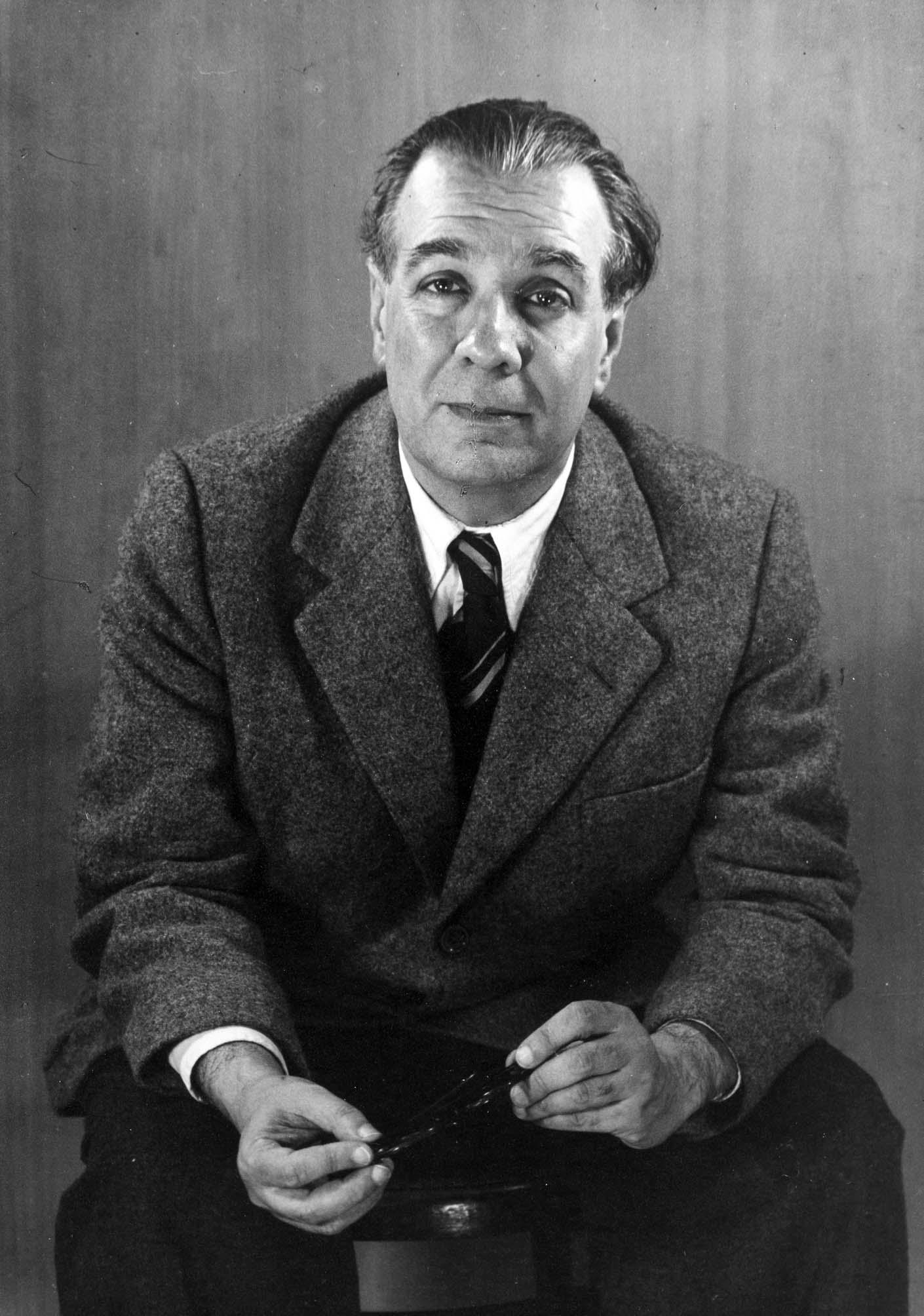
Jorge Luis Borges.

Nueva refutación del tiempo es un ensayo del escritor argentino Jorge Luis Borges, escrito entre 1944 y 1946, y luego recogido en su libro Otras inquisiciones.

## Crítica
Borges sabe que el tiempo no sólo existe para divertimento de los filósofos sino que, además, rige la vida cotidiana. Su demolición no es tarea fácil. A lo largo de la Nueva refutación del tiempo, Borges reelabora su argumentación de que el tiempo no existe de diversas maneras. 

### Primer argumento
El primer argumento gira en torno al célebre sueño de Chuang Tzu, y al cual Borges se ha referido más de una vez. Chuang Tzu soñó que era una mariposa, y al despertar no sabía si era Chuang Tzu que había soñado que era una mariposa o si era una mariposa que estaba soñando que era Chuang Tzu. Si se atiene a la doctrina idealista resulta evidente que mientras Chuang Tzu soñó que era una mariposa existían para él la serie de los estados mentales constitutivos del sueño únicamente, y en los cuales él era una mariposa. La fijación del sueño de Chuang Tzu en el período feudal de la China, o de cualquier suceso en determinada cronología, dirá Borges, resulta arbitraria; ella no aparece referenciada en las percepciones del sueño. En otro pasaje del mismo texto Borges abunda en la idea: «El universo, la suma de todos los hechos, es una colección no menos ideal que la de todos los caballos con que Shakespeare soñó —¿uno, muchos, ninguno?— entre 1592 y 1594». Porque nuestra vida diurna, como la de los sueños, consta de percepciones, lo que es válido para la última lo es también para la primera. Ergo, las cronologías, el tiempo, no son más que una construcción del hombre, en última instancia una ficción, y lo único real sería el instante.

### Segundo argumento
El segundo argumento responde a la siguiente pregunta retórica: «¿No basta un solo término repetido para desbaratar y confundir la historia del mundo, para denunciar que no hay tal historia?"» El primer ejemplo que Borges utiliza como respuesta lo toma de la literatura. De nuevo una pregunta retórica. «¿Los fervorosos que se entregan a una línea de Shakespeare, no son, literalmente, Shakespeare?». El segundo ejemplo remite a su experiencia personal. Borges retoma la anécdota registrada en la Historia de la eternidad, cuando habiéndose puesto a caminar por la noche se detuvo de repente en una calle en donde tuvo la impresión de experimentar la misma sensación que pudiera haber vivido treinta años atrás, y retoma la anécdota sin cambiar -literalmente sea dicho- ni una coma. La anécdota motiva la siguiente reflexión. Porque la repetición de la experiencia implica la repetición del tiempo, ello terminaría por desbaratar la serie causal de los instantes, como quiera que los episodios concomitantes a cada una de tales repeticiones (la de esa calle hoy por ejemplo) aparecerían (también) próximos, contiguos al otro (la de esa calle treinta años atrás), no habiendo así cronología alguna en condiciones de ordenar de manera consistente lo acontecido entre los siglos XIX y XX.

## Segmento poético
En el final del ensayo, aparecen una serie de frases ritmicamente ensambladas, que han sido citadas como poema separado por diversos autores. Estas frases serían un poema inscripto en el final del texto:

El tiempo es la sustancia de que estoy hecho.
El tiempo es un río que me arrebata, pero yo soy el río;
es un tigre que me destroza, pero yo soy el tigre;
es un fuego que me consume, pero yo soy el fuego.
El mundo, desgraciadamente, es real;
yo, desgraciadamente, soy Borges.